# Mesomys hispidus
Mesomys hispidus är en däggdjursart som först beskrevs av Anselme Gaëtan Desmarest 1817.  Mesomys hispidus ingår i släktet Mesomys och familjen lansråttor. Inga underarter finns listade i Catalogue of Life.

## Taxonomi
Antagligen utgör dessa populationer som sammanfattas under Mesomys hispidus en komplex av flera arter. Populationerna visar tydliga genetiska och morfologiska skillnader. När Anselme Gaëtan Desmarest utförde artens vetenskapliga beskrivning angav han ursprunget av typexemplaret med Amérique méridionale (här i betydelse Sydamerika) rätt grovt. Det uppstoppade djuret hittades ursprunglig av den portugisiska naturforskaren Alexandre Rodrigues Ferreira under en resa till Brasilien. I samband med en plundring av Lissabon 1808 av Napoleons enheter flyttades exemplaret till Muséum national d'histoire naturelle i Paris. En molekylärbiologisk undersökning från 2003 hade resultatet att individen troligtvis levde i delstaten Amapá i nordöstra Brasilien.

## Utseende
Hos populationer i regionen Guyanas blir exemplaren utan svans genomsnittlig 161 mm långa och i västra delen av utbredningsområdet ligger samma värde mellan 178 och 186 mm. Den borstiga och taggiga pälsen på ovansidan har en ljus gulbrun färg och hårens spets är orange. På svansen finns mellan fjällen flera hår och vid spetsen bildar upp till 25mm långa hår en tofs. Tofsen är kortare än hos Mesomys occultus. Dessutom är den främre delen av kraniet hos Mesomys hispidus kortare. I överkäken har den fjärde premolaren och alla tre molarer per sida tydliga invikningar på kronan. Den diploida kromosomuppsättningen består av 60 kromosomer (2n=60).

## Utbredning och ekologi
Denna gnagare förekommer i Amazonområdet i Brasilien samt i angränsande regionen Guyana, södra Venezuela, södra Colombia, östra Ecuador, östra Peru och norra Bolivia. Arten lever i låglandet och i låga bergstrakter upp till 1000 meter över havet. Habitatet utgörs av regnskogar och av molnskogar.
Individerna vilar ofta i byggnadernas tak. Honor kan para sig hela året. En kull har vanligen en och ibland upp till tre ungar.

## Hot
För beståndet är inga hot kända och Mesomys hispidus är vanligt förekommande. IUCN kategoriserar arten globalt som livskraftig.